# Ligne 124 (chemin de fer slovaque)
Pour les articles homonymes, voir Ligne 124.
La ligne 124 des chemins de fer Slovaque relie Nemšová à Lednické Rovne.

## Histoire

### Mise en service à une voie
- Nemšová - Lednické Rovne 25 octobre 1910[2]

Le service passagers est suspendu depuis le 2 février 2003.